# 정현승
정현승(2001년 10월 24일 ~ )은 KBO 퓨처스리그 상무 피닉스 야구단의 외야수이다. 그의 고종사촌은 KBO 리그 KIA 타이거즈의 내야수 서건창이다.

## SSG 랜더스시절
2024년에 입단하였다. 2024년 5월 29일 LG 트윈스와의 경기에 출전하며 데뷔 첫 경기를 치렀고, 경기에서 4타수 2안타 1삼진을 기록하였다.

## 상무 피닉스 야구단시절
2025년 5월 12일에 입대했다.

## 출신 학교
- 현산초등학교
- 부천중학교 (전학) -> 건국대학교 사범대학 부속중학교 (졸업)
- 덕수고등학교
- 인하대학교